# (4505) Okamura
(4505) Okamura (1990 DV1) – planetoida z pasa głównego asteroid okrążająca Słońce w ciągu 5,24 lat w średniej odległości 3,01 j.a. Odkryta 20 lutego 1990 roku.